# Église Saint-Léger de Nandy
L'église Saint-Léger de Nandy est une église catholique française, située dans le département de la Seine-et-Marne, sur le territoire de la commune de Nandy.

## Historique
L’église Saint-Léger est érigée avant 1250. Il ne reste de cette époque que le chœur et la chapelle de la Vierge. À la fin du xve siècle, l'église est en mauvais état et une partie du collatéral aurait été reconstruite. La nef aurait été ajoutée au bâtiment à la fin du XVIe ou au début du xviie siècle. 
En octobre 1544, la première cloche, toujours en place à ce jour, est installée. Une deuxième cloche (baptisée Marie-Louise) est bénie le 3 novembre 1767, mais elle est fondue à Paris pendant la Révolution française. 
Avant la Révolution, la paroisse Saint-Léger de Nandy relevait du diocèse de Sens, et de l'archidiaconé et doyenné de Melun. Le 26 février 1790, la paroisse de Nandy est détachée du diocèse de Sens pour être rattachée au diocèse de Meaux. 
Le 16 mars 1791, le curé de Nandy, après avoir adhéré à la constitution civile du clergé qui fait de lui un simple fonctionnaire, écrit à l’Assemblée nationale que le salaire qu’il perçoit n'est pas assez élevé et qu’il est dans l’incapacité de payer ses impôts. Le 23 juillet 1791, il démissionne de sa charge et est remplacé par un autre prêtre constitutionnel élu le 12 juillet 1791. Le 11 mars 1793, le nouveau curé se marie et baptise sa propre fille en septembre. Menacé par les Nandéens qui n'acceptent pas ces nouvelles mœurs, le curé doit quitter la paroisse pour celle d'Essonnes. La messe du dimanche et les baptêmes sont assurés par le curé de Seine-Port jusqu’au 9 mars 1794, date à laquelle il quitte à son tour ses fonctions mais tout en restant prêtre. Par la suite, tous les biens du clergé sont vendus et le 8 novembre 1794, l'église est fermée et la célébration du culte interrompue. Ce n’est qu’en 1799 que le curé de Seine-Port recommence à assurer les célébrations en l’église Saint-Léger et en février 1803 qu’un nouveau curé est nommé à Nandy. 
En 1823, les paroissiens apprennent que le curé en place a été marié en 1793. Il quitte le village au bout de six mois de ministère.
En mai 1826, le prêtre nouvellement nommé fait partie de la « Petite Église », courant traditionaliste qui ne reconnait pas les nouvelles disposition de  l'Église catholique comme le concordat de 1801. Très vite il a des démêlés avec l’évêché et est sommé de quitter la paroisse.
En 1880, le conseil municipal vote un crédit pour la reconstruction et l’agrandissement de la sacristie, crédit complété par le propriétaire du château.
Au printemps 1904 un programme de restauration de l’église est lancé par le curé en place. La flèche d’ardoise, en ruine, est remplacée par la couverture en zinc qu’on connaît aujourd’hui.
En 1911, la paroisse de Nandy est rattachée à celle de Savigny-le-Temple.
Dans la nuit du 23 au 24 août 1944, les allemands font sauter les installations du camp d'aviation de Melun-Villaroche avant de battre en retraite. Les explosions sont si violentes que la plupart des vitraux de l’église Saint-Léger sont détruits. Les vitraux qu’on peut admirer aujourd’hui sont le résultat d’une restauration influencée par le curé de l’époque.
Depuis le 7 octobre 1973, l’église de Nandy est rattachée au secteur paroissial de Sénart-sud qui regroupe les paroisses de Cesson, Nandy, Savigny-le-Temple et Vert-Saint-Denis. 
Une nouvelle restauration est entreprise en 1982.